# Isaszeg
Isaszeg è un comune dell'Ungheria di 11.151 abitanti (dati 2008) situato nella contea di Pest, nell'Ungheria settentrionale.